# Pirátská strana Ruska
Pirátská strana Ruska (rusky иратская партия России; zkratkou rusky ППР) je politická strana v Rusku založená po vzoru švédské Pirátské strany. Byla založena v červenci 2009.

## Historie
V roce 2007 přestalo v Rusku působit hnutí Pirátské strany s názvem Pirátský svaz - Liga tvůrčí svobody (SP - LTS). O dva roky později, v létě 2009, ji vystřídala novodobá Pirátská strana Ruska, která vznikla s ohledem na úspěch jiných mezinárodních pirátských stran. V lednu 2010 se konaly první volby vedení strany. Prvním předsedou se stal Pavel Rassudov.
V březnu 2011 ruské ministerstvo spravedlnosti odmítlo stranu zaregistrovat kvůli jejímu názvu, neboť „současná legislativa definuje pirátství jako útok na námořní nebo říční plavidlo, což je trestný čin.“ Strana se odvolala a soudní jednání bylo naplánováno na 24. května. V červenci 2011 bylo rozhodnuto o oficiální registraci strany pod názvem „Strana beze jména“. Dne 1. července 2012 byla strana konečně řádně zaregistrována, a to s názvem Pirátská strana Ruska. V roce 2011 hrozilo předsedovi Pirátské strany Pavlu Rassudovi 6 let vězení za porušení autorských práv. Na konci února 2022 strana na svém webu odsoudila ruskou invazi na Ukrajinu a přirovnala invazi k anšlusu Rakouska nacistickým Německem.

## Program
Strana se drží zásad pirátské politiky, podporuje digitální stát a větší volnost autorských práv. Vystupuje též proti Vladimiru Putinovi.